# Бриджес, Джейлен
Джейлен Лашон Бриджес  (англ. Jalen Lashaun Bridges; род. 14 май 2001, Фэрмонт, Западная Виргиния) — американский профессиональный баскетболист, играющий на позиции лёгкого форварда. Выступает за клуб НБА «Финикс Санз».

## Карьера в средней школе
Бриджес играл в баскетбол за старшую школу Фэрмонт в Фэрмонте, Западная Вирджиния. В выпускном классе он набирал в среднем 21,6 очков, делал 6,7 подборов и 2,2 блок-шота за игру, что привело его команду к четвёртому подряд чемпионскому титулу штата. Он получил премию Билла Эванса как лучший игрок старшей школы в штате Западная Вирджиния, и выбрал баскетбольную команду Уэст Вирджиния Маунтинирс для игры в колледже, отказавшись от предложений из Майами Харрикейнс, Индиана Хузерс и Алабама Кримсон Тайд.

## Карьера в колледже
В свой первый сезон Бриджес набирал в среднем 5,9 очка и делал 3,6 подбора за игру, получив награду конференции Big 12 как лучший новичок. На втором курсе он набирал в среднем 8,4 очка и делал 4,8 подбора за игру. 4 марта 2021 года он набрал рекордные для новичка 22 очка и сделал 12 подборов в матче против «Техасского христианского университета». После сезона Бриджес перешёл в Бэйлор Беарз. На третьем курсе он набирал в среднем 10,3 очка и делал 5,6 подбора за игру. Бриджес также подал заявку на драфт НБА 2023 года, но вскоре отказался от участия и вернулся в колледж. Он набирал в среднем 12,2 очка, делал 5,7 подбора, 1,4 передачи и 1,1 блок-шота за игру.

## Профессиональная карьера
После того как Бриджес не был выбран на драфте НБА 2024 года, он подписал двусторонний контракт с командой «Финикс Санз».